# Sleater-Kinney
Sleater-Kinney är ett amerikanskt rockband bildat i Olympia i Washington 1994. Originalmedlemmarna Corin Tucker (sång och gitarr) och Carrie Brownstein (gitarr och sång) utgjorde tillsammans med trummisen Janet Weiss bandets mest välkända uppsättning. Gruppen var en viktig del av riot grrrl- och indierock-scenerna i Pacific Northwest. De gjorde sig kända för sin feministiska och vänsterriktade politik. Gruppen upplöstes 2006, men återförenades 2014.

## Historia

### De tidiga åren
Sleater-Kinney bildades tidigt 1994 i Olympia, Washington av Corin Tucker och Carrie Brownstein. Gruppnamnet togs från Sleater Kinney Road, Interstate 5 avfartsnummer 108 i Lacey, Washington, där en av deras tidigare replokaler låg. Tucker spelade tidigare i det inflytelserika riot grrrl-bandet Heavens to Betsy, och Brownstein i queercore-bandet Excuse 17. De spelade ofta på konserter tillsammans och startade Sleater-Kinney som ett sidoprojekt vid sidan av deras respektive band. Då Heavens to Betsy och Excuse 17 upplöstes blev Sleater-Kinney deras huvudfokus. I originaluppsättningen ingick även trummisen Misty Farrell.
När Tucker hade examinerats från The Evergreen State College i Olympia (där Brownstein fortsatte studera under ytterligare tre år) reste hon och dåvarande flickvännen Brownstein till Australien tidigt 1994. Under deras sista dag där stannade de uppe hela natten och spelade in vad som skulle komma att bli deras självbetitlade debutalbum. Laura Macfarlane var deras nya trummis på albumet, som släpptes våren året därpå. De två följande albumen, Call the Doctor (1996) och Dig Me Out (1997), blev varmt mottagna av musikpressen, som hyllade deras energi och feministiska låttexter

### Senare album

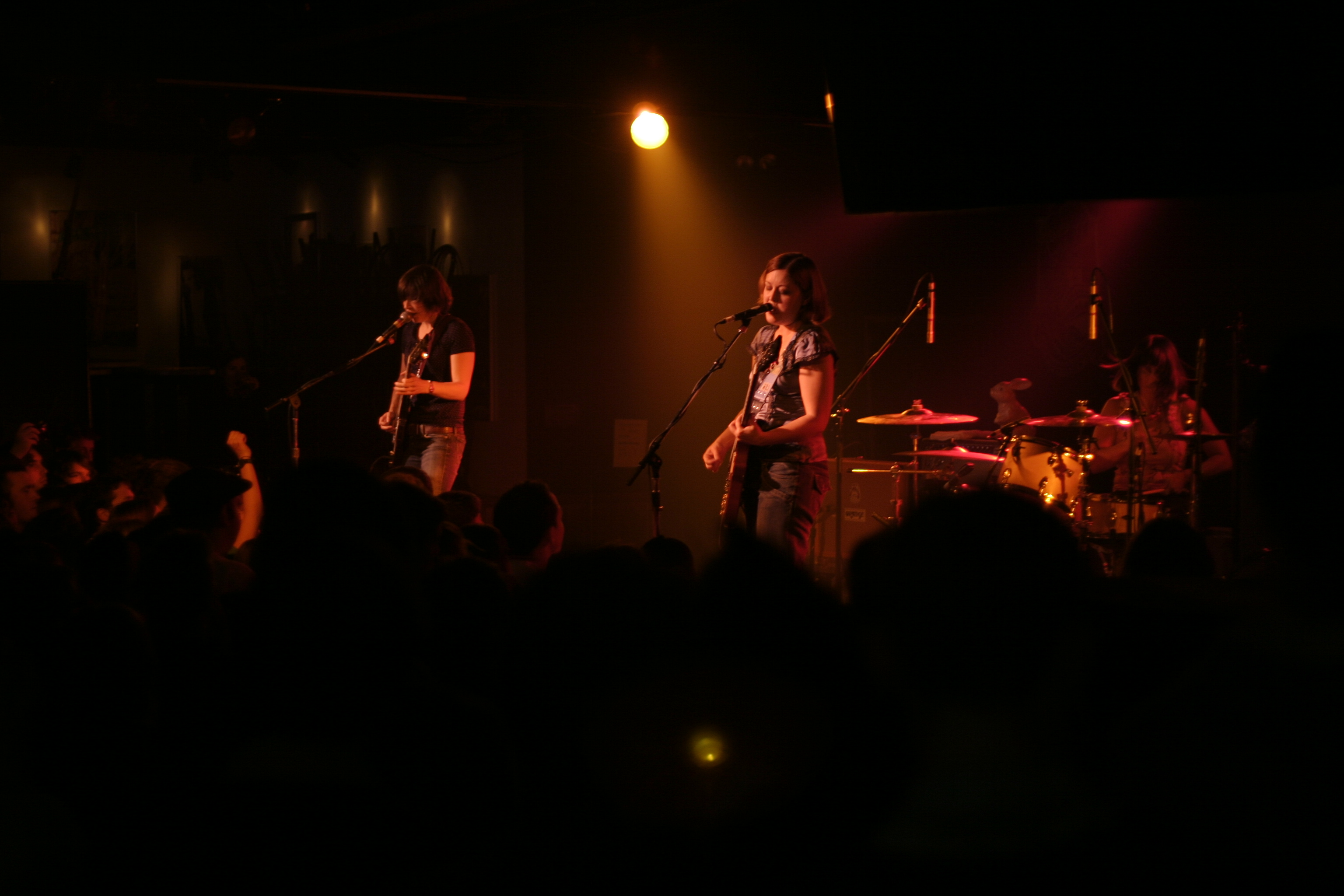
Sleater-Kinney live i St. Louis, oktober 2005.

De nästa albumen som följde breddade bandets publik, vilket kulminerade med 2002 års One Beat. Bandet öppnade för Pearl Jam vid flera shower i Nordamerika 2003, och menade att erfarenheten de fick från att spela på stora arenor inspirerade dem till sitt sjunde album The Woods (2005).

### Uppehåll
Den 27 juni 2006 meddelade bandet att de skulle göra ett uppehåll på obestämd tid. Sleater-Kinneys sista stora spelning hölls vid 2006 års upplaga av musikfestivalen Lollapalooza i Chicago. Mellan 2010 och 2014 spelade Brownstein och Weiss i det nystartade sidprojektet Wild Flag tillsammans med Mary Timony och Rebecca Cole; de släppte albumet Wild Flag i september 2011. Brownstein var även aktiv med komediserien Portlandia, som hade premiär i januari 2011.

### Återförening
I oktober 2014 meddelades det att bandet hade spelat in ett nytt album, No Cities to Love, senare utgivet den 20 januari 2015. Medlemmarna i Sleater-Kinney tillkännagav också en turné för 2015 i Nordamerika och Västeuropa. 2014 släppte bandet en vinylsamlingsbox med sina tidigare album under namnet Start Together.
I januari 2017 släppte bandet sitt första livealbum, Live in Paris, inspelat vid La Cigale den 20 mars 2015. Bandet nämnde i januari 2018 att de arbetade på en uppföljare till No Cities to Love fastän Brownstein har sagt att de "kommer att göra detta mycket långsamt". I januari 2019 meddelade bandet att ett nytt album beräknas släppas under året, producerat av artisten St. Vincent (Annie Clark). Albumet The Center Won't Hold blir det sista med trummisen Janet Weiss, som annonserade sitt avhopp från gruppen den 1 juli 2019. Som en duo bestående av Corin Tucker och Carrie Brownstein släppte Sleater-Kinney ett tionde studioalbum den 11 juni 2021, Path of Wellness.

## Medlemmar
Nuvarande medlemmar
- Corin Tucker — sång, gitarr (1994–2006, 2014–idag)
- Carrie Brownstein — gitarr, sång (1994–2006, 2014–idag)

Turnémedlemmar
- Katie Harkin — gitarr, keyboard, slagverk (2015–idag)

Tidigare medlemmar
- Laura Macfarlane — trummor, sång (1995–1996)
- Toni Gogin — trummor (1995)
- Misty Farrell — trummor, slagverk (1994)
- Janet Weiss — trummor (1996–2006, 2014–2019)

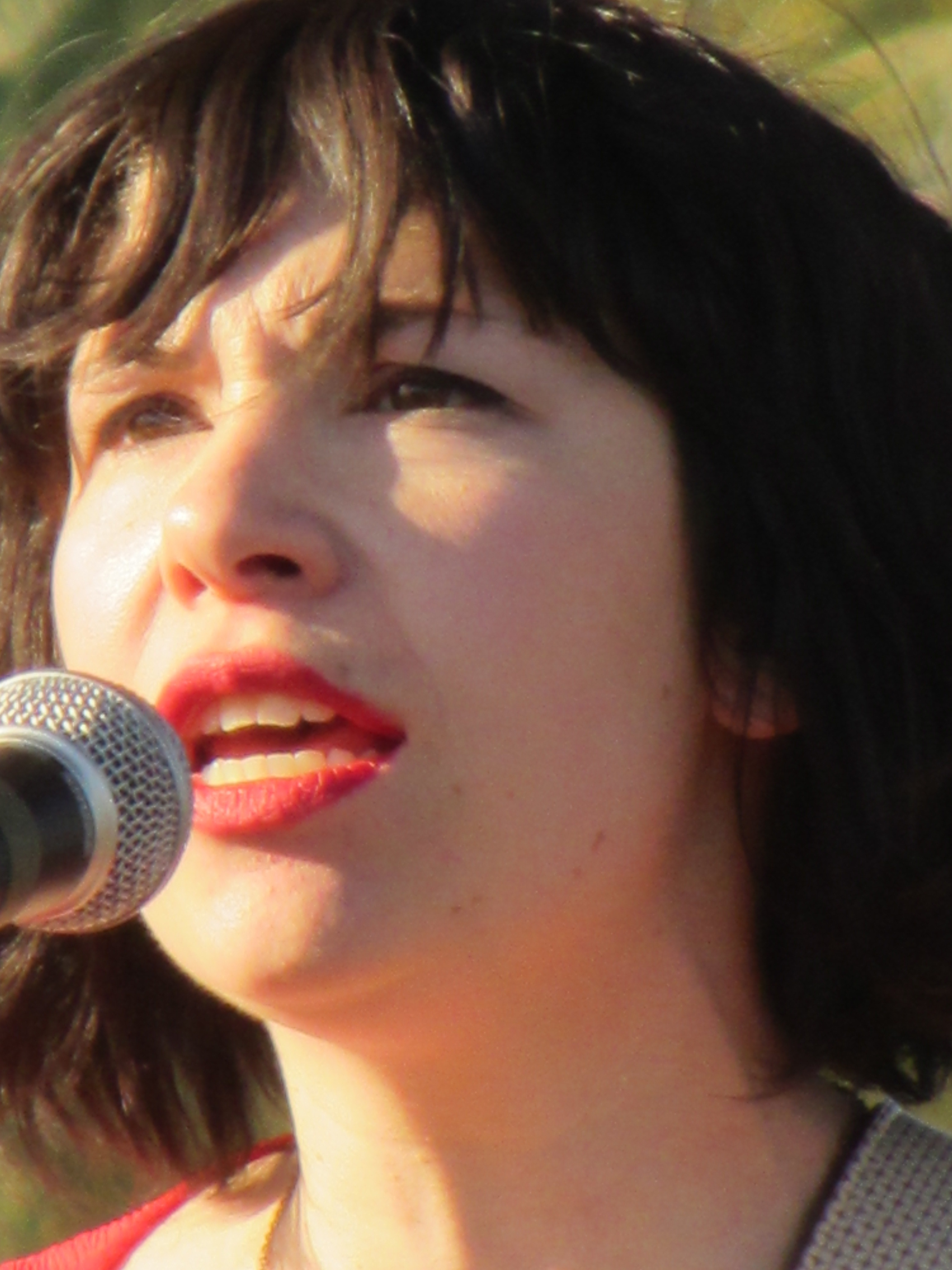
Carrie Brownstein
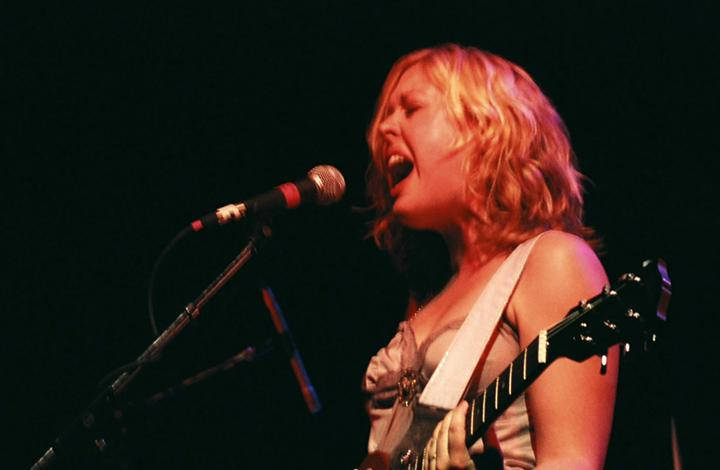
Corin Tucker
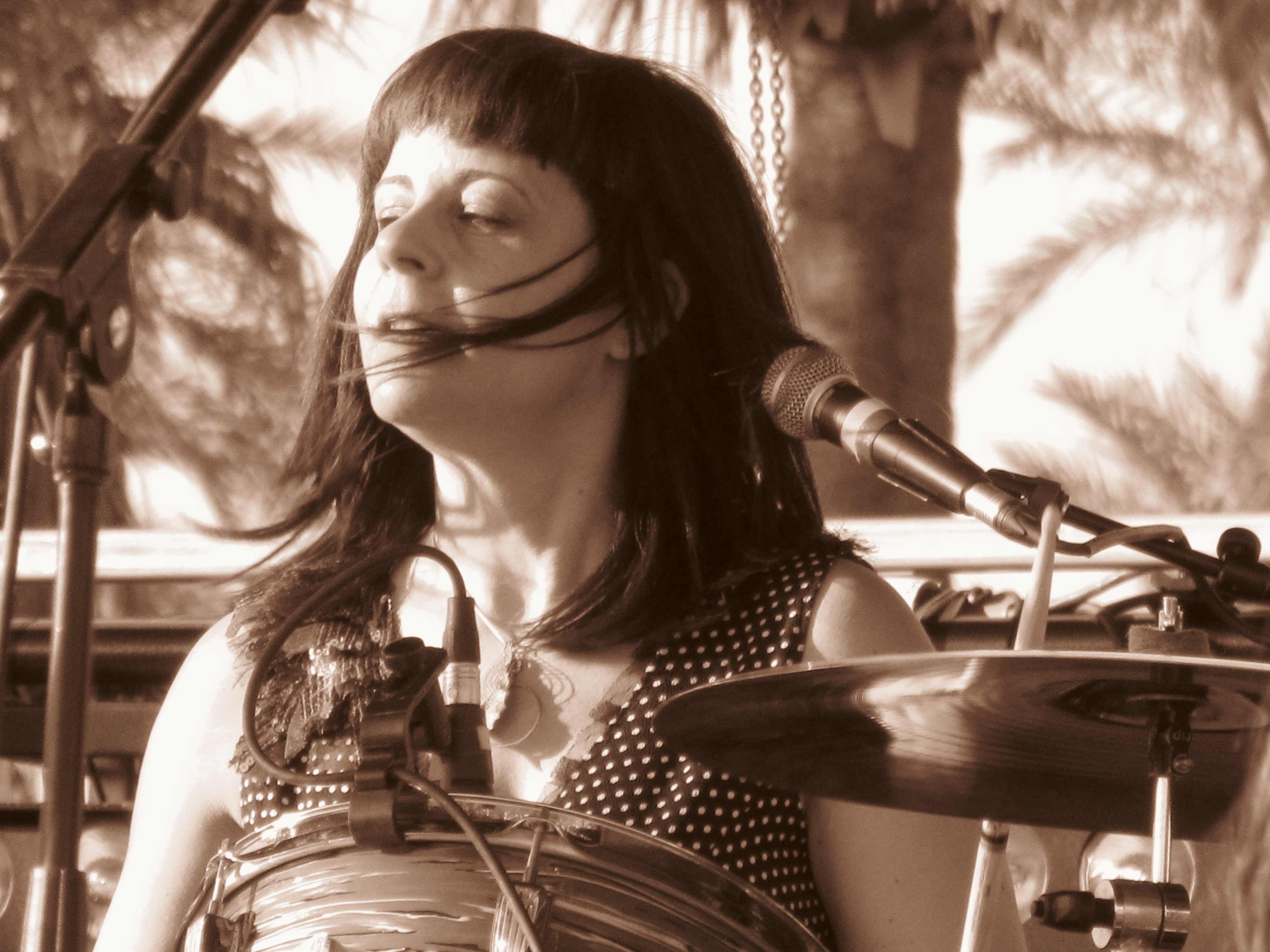
Janet Weiss

## Diskografi
- Sleater-Kinney (1995)
- Call the Doctor (1996)
- Dig Me Out (1997)
- The Hot Rock (1999)
- All Hands on the Bad One (2000)
- One Beat (2002)
- The Woods (2005)
- No Cities to Love (2015)
- The Center Won't Hold (2019)
- Path of Wellness (2021)